# Henry Miller

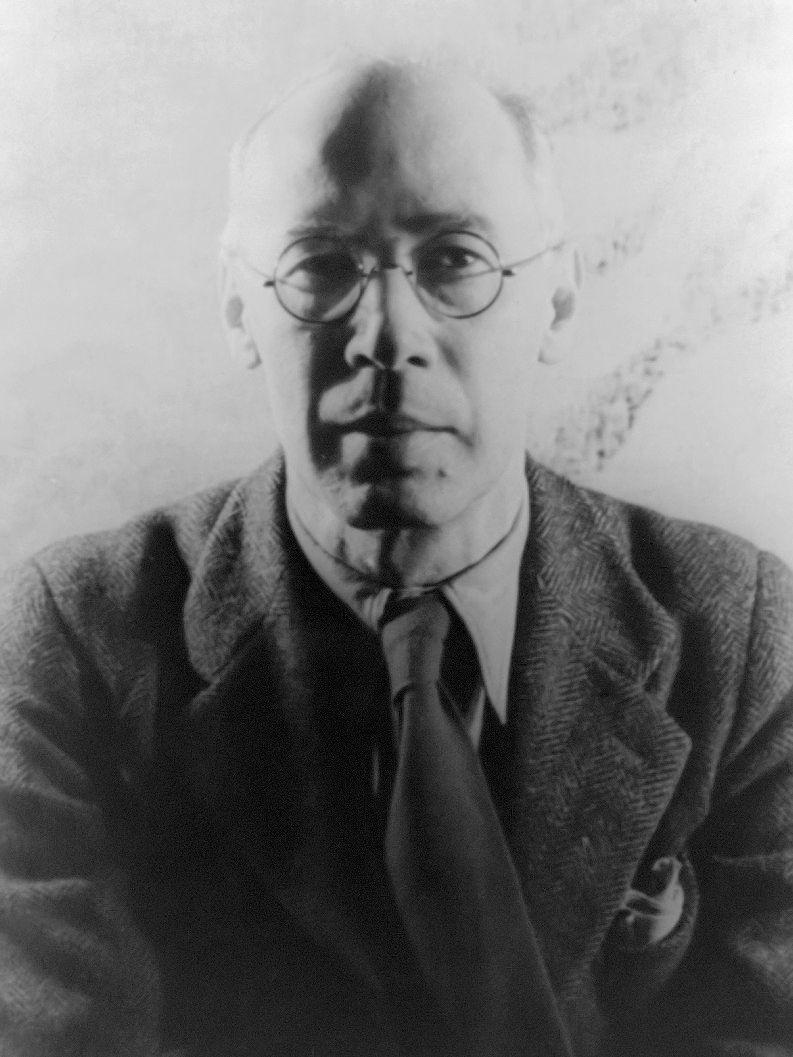
Henry Miller, 1940, door Carl van Vechten

Henry Miller (New York, 26 december 1891 – Los Angeles, 7 juni 1980) was een Amerikaans schrijver.
Zijn bekendste werk is 'Tropic of Cancer' ('Kreeftskeerkring') uit 1934.

## Biografie

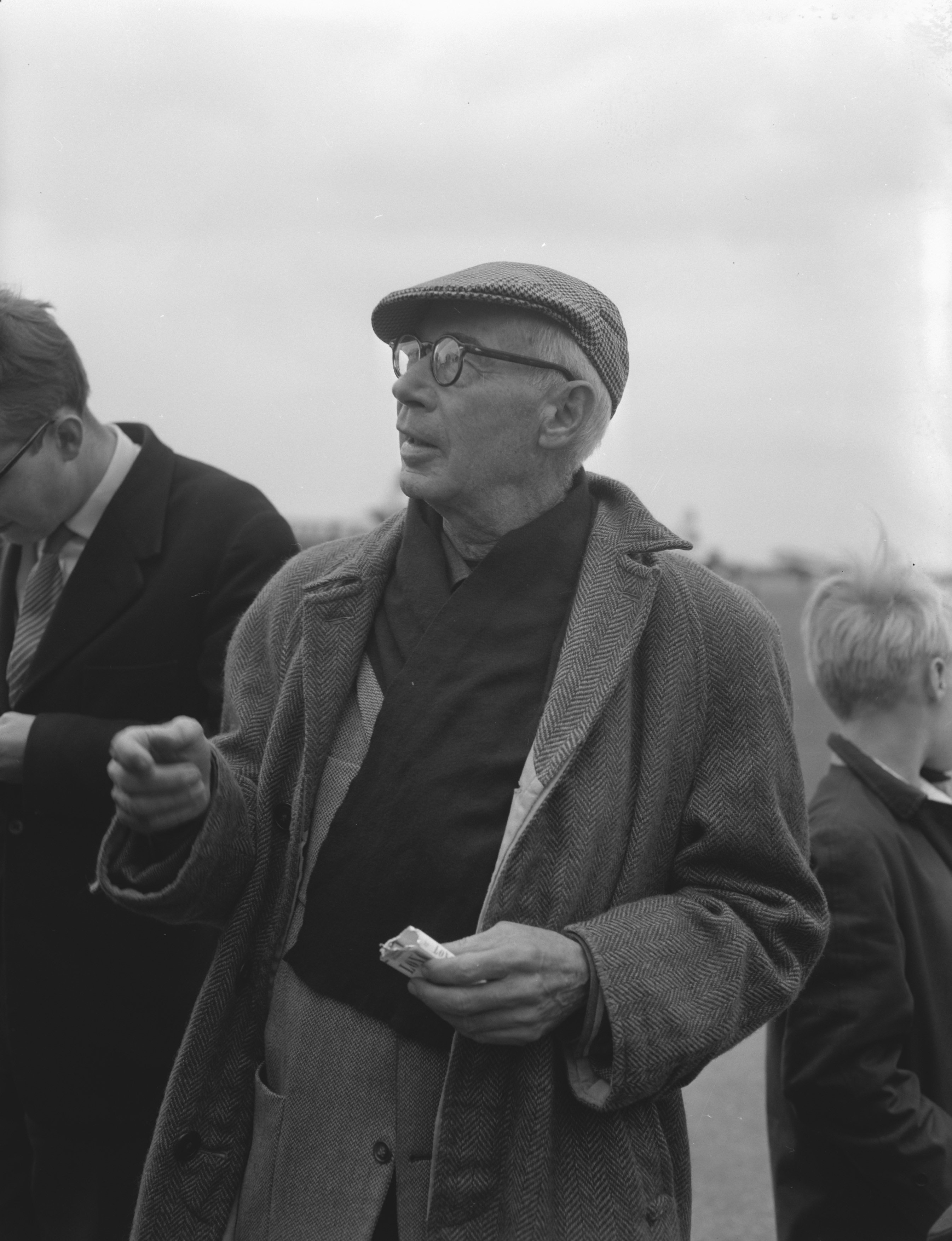
Miller in Nederland (1959)

Henry Millers jeugd speelt zich af in Brooklyn. Hij breekt zijn studie na twee maanden af en neemt verschillende baantjes aan. In 1917 trouwt hij met Beatrice Sylvas Wickens. Ze krijgen een dochter.
in 1920 komt Miller terecht bij de Western Union Telegraph Service, als personeelsmanager voor de bezorgdienst. Hij onderneemt pogingen om te schrijven maar vindt zichzelf op dit vlak (en de wereld in het algemeen) een grote mislukking, op kunst na. In een relatie met June Edith Smith Mansfield krijgt hij voldoende geld bij elkaar om in 1930 naar Parijs af te reizen, naar de 'beschaafde wereld'.
In Parijs heeft hij het niet makkelijk. Baantjes als "proof-reader" en de goedgunstigheid van zijn vrienden houden hem in leven. In 1931 schrijft hij in de Villa Seurat in Montparnasse zijn eerste roman, 'Tropic of Cancer' (Kreeftskeerkring), die in 1934 wordt uitgegeven. Daarna volgen 'Black Spring' ('Zwarte Lente') en de zusterroman van 'Tropic of Cancer'; 'Tropic of Capricorn' ('Steenbokskeerkring'). In de Parijse tijd heeft hij ook een relatie met Anaïs Nin.
In 1940 keert hij terug naar de Verenigde Staten. Hij leeft dan voornamelijk in Big Sur (Californië), waar hij in 1980 sterft.

## Werk
De romans zijn levendig geschreven en bevatten veel kritiek op morele en culturele waarden. Vanwege obsceniteit worden de boeken in de Verenigde Staten verboden. De romans worden Amerika ingesmokkeld, waardoor Miller een underground-reputatie krijgt.
Na een reeks van rechtszaken verklaart het Amerikaanse Hooggerechtshof in 1964 het oordeel van het Staatsgerechtshof nietig; een schakel in de keten die zou leiden tot de seksuele revolutie.
Naast de 'Tropics' zijn ook de trilogie 'Sexus', 'Plexus', 'Nexus' en 'Quiet days in Clichy' in het Nederlands vertaald.

## Over Henry Miller
- Mary Dearborn, The Happiest Man Alive: A Biography of Henry Miller. New York: Simon & Schuster, 1991
- Erica Man Jong, The devil at large, Erica Jong on Henry Miller (De duivel loopt los, Erica Jong over Henry Miller, 1994), New York, Turtle Bay Books, 1993
- Henk van Gelre, Henry Miller, legende en waarheid, Tielt, Lannoo, 1962